# سیمون ادرا
سیمون ادرا (انگلیسی: Simone Edera؛ زادهٔ ۹ ژانویهٔ ۱۹۹۷) بازیکن فوتبال اهل ایتالیا است که برای باشگاه تورینو بازی می‌کند.
وی همچنین در تیم‌های ملی فوتبال زیر ۱۸ سال ایتالیا، زیر ۱۹ سال ایتالیا، و زیر ۱۹ سال ایتالیا، و زیر ۲۱ سال ایتالیا بازی کرده‌است.